# Hoofdwerkplaats Tilburg

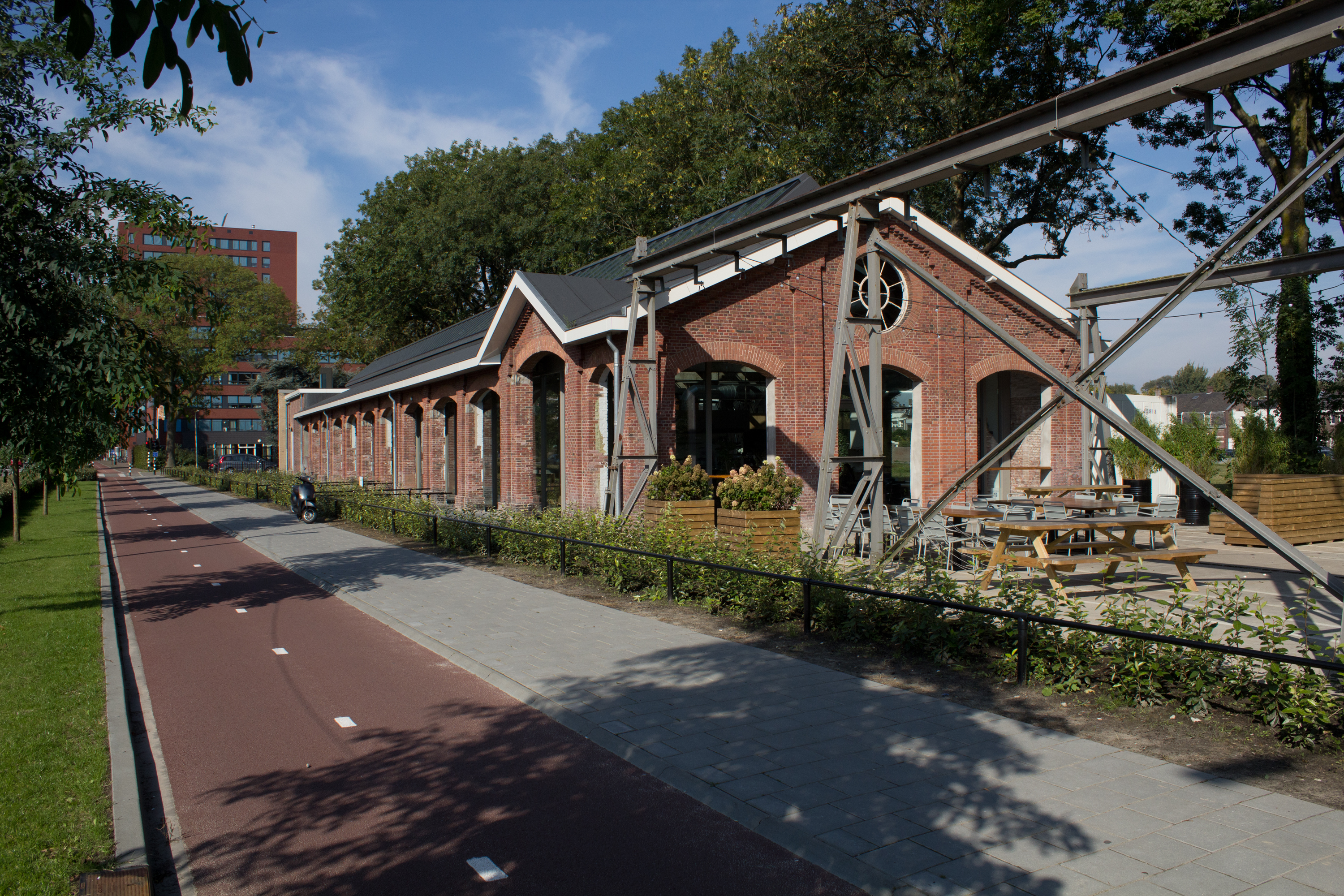
Een van de gebouwen aan de Spoorzone / Burgemeester Brokxlaan.

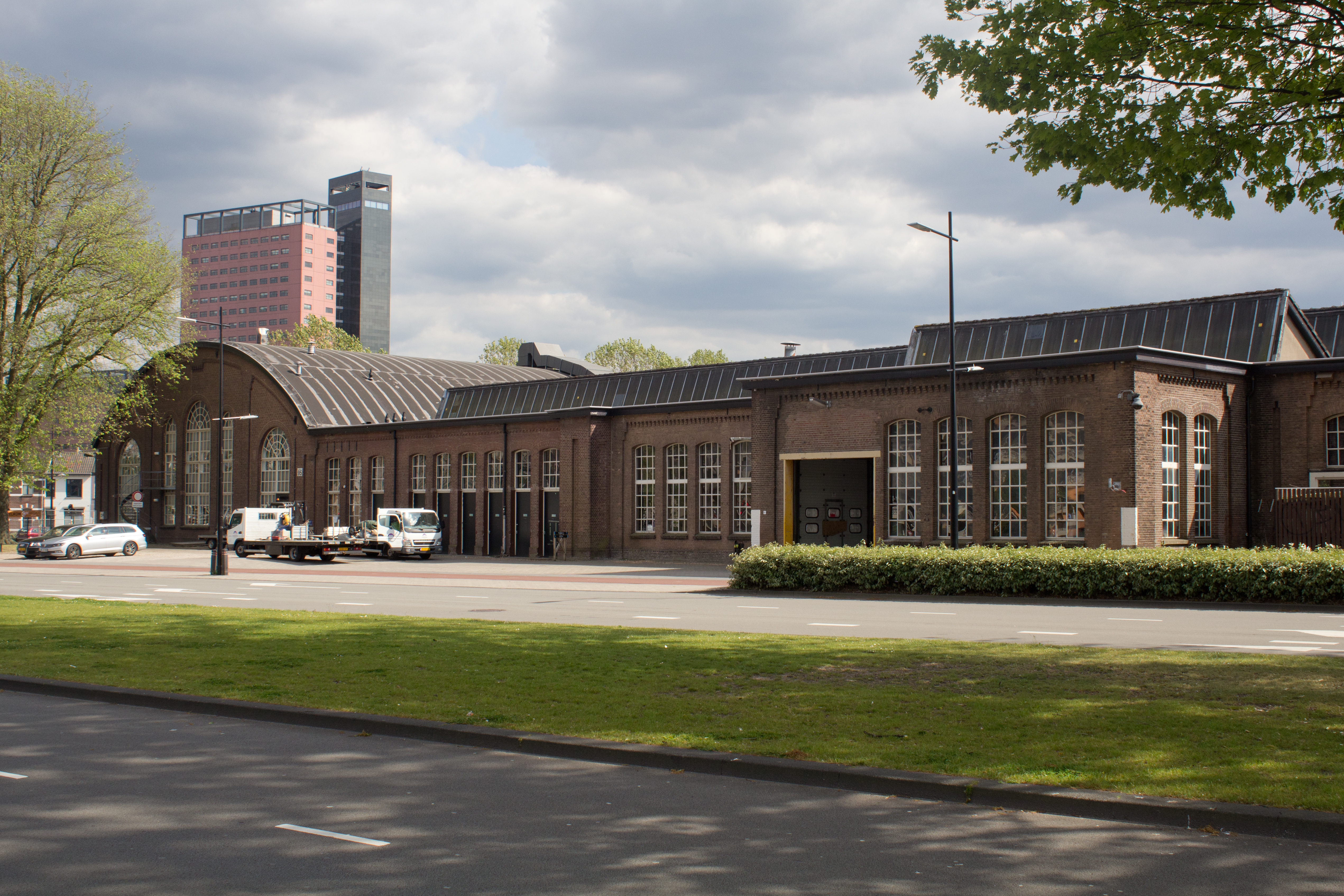
De voormalige koepelhal / Wagenmakerij aan het NS-Plein (2017)

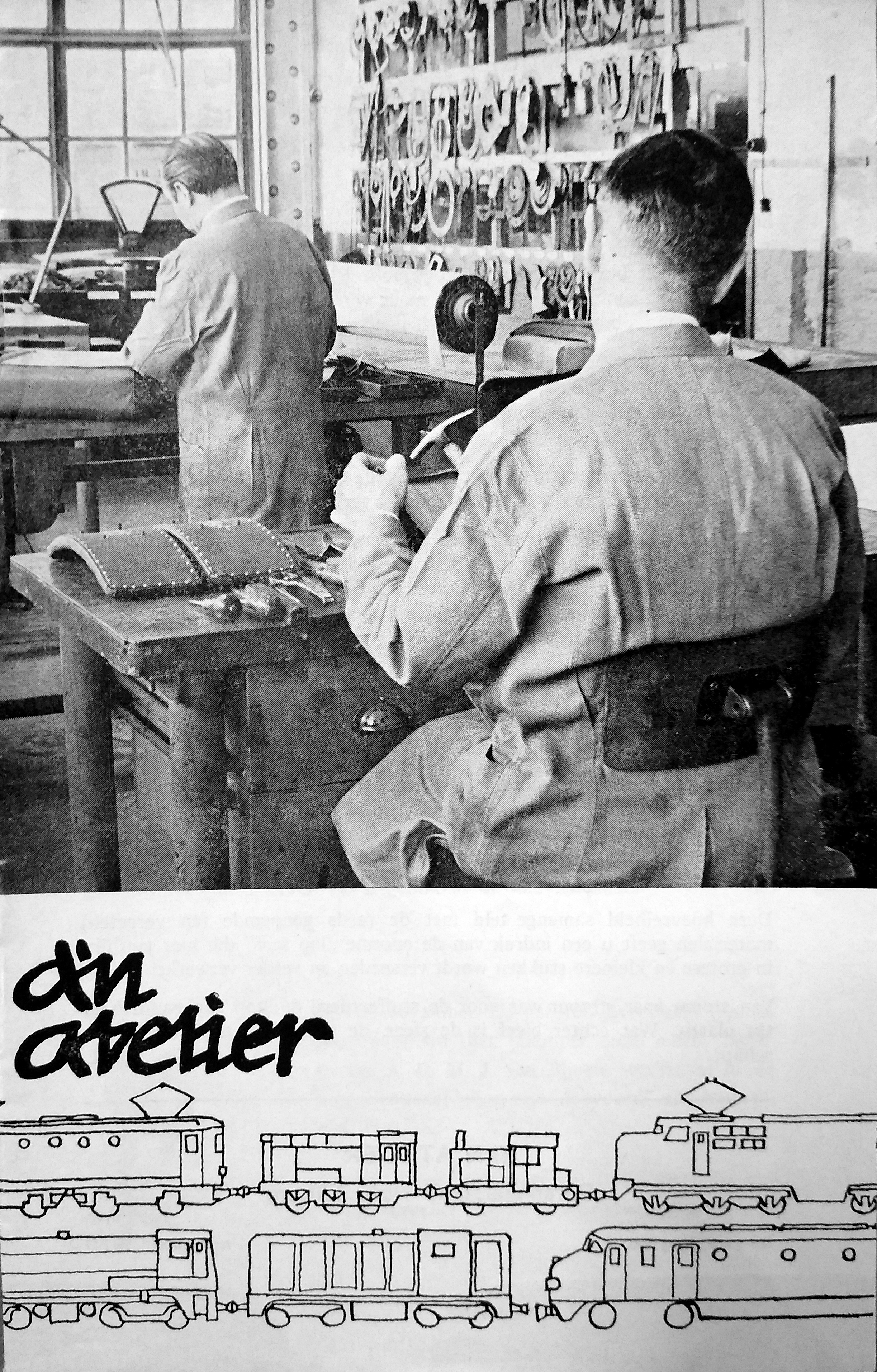
D'n Atelier was het personeelsblad van de NS-werkplaats Tilburg. Hier op de cover een foto van de stoffeerderij (8e jaargang, november 1970)

Hoofdwerkplaats Tilburg was vanaf 1955 de verkorte naam van de door de Maatschappij tot Exploitatie van Staatsspoorwegen in 1868 te Tilburg gevestigde werkplaatsen voor onderhoud van spoorwegmaterieel. Het complex kwam tot stand op een terrein ten noorden van het spoorwegstation te Tilburg. Naast onderhoud vond er incidenteel ook nieuwbouw van rollend materieel plaats.  
De oorspronkelijke naam was "Centrale Werkplaats van de 'Maatschappij tot Exploitatie van Staatsspoorwegen'". In 1955 werd dat "Hoofdwerkplaats van de 'N.V. Nederlands(ch)e Spoorwegen'". In Tilburg echter was de naam "De Ateliers" (in volkstaal: "D'n Atteljee") gangbaar.

## Geschiedenis
In 1863 kwam de spoorlijn Breda - Eindhoven tot stand, waardoor Tilburg veel betere verbindingen kreeg, vooral toen de lijn weldra zou worden doorgetrokken tot Eindhoven en Venlo. In 1867 werd bovendien de spoorverbinding met Turnhout tot stand gebracht. Reeds in 1866 werd bekend dat de hoofdwerkplaatsen van de Staatsspoorwegen te Zwolle en Tilburg gevestigd zouden worden. Reden was onder meer de aanwezigheid van een groot open terrein ten noorden van het station. Terwijl het spoor nu midden door de stad loopt, vormde het destijds de noordgrens van de aaneengesloten stedelijke bebouwing. Straatnamen zoals Noordstraat en Noordhoekstraat, ten zuiden van het spoor en de Nieuwstraat (tegenwoordig Lange Nieuwstraat) langs de noordzijde van de werkplaats verwijzen hiernaar. De Atelierstraat, genoemd naar de werkplaats, vormde de toegang vanuit de woonwijken die aan de noordzijde werden aangelegd voor de arbeiders.
In 1868 kwamen de eerste gebouwen in bedrijf en begon men met het herstel van het spoorwegmaterieel. In 1870 vond de officiële opening plaats. In 1871 werkten er reeds 291 mensen en werden er 31 locomotieven, 118 rijtuigen en 1479 wagons hersteld. De eerste stoommachine die in bedrijf werd gesteld was een locomotief. Veel vaklieden kwamen niet uit Tilburg, maar uit noordelijkere delen van Nederland, met name uit Utrecht. Door dit alles nam het aandeel van protestanten in de Tilburgse bevolking sterk toe.

### Directeur Oberstadt
Tijdens het directeurschap van Ferdinand Oberstadt, dat duurde van 1 november 1875 tot 1 mei 1888, zag de werkplaats een significante groei. Het aantal werknemers nam toe van ongeveer 350 tot meer dan 600. Oberstadt introduceerde diverse innovaties en verbeterde de arbeidsomstandigheden. Zo implementeerde hij een premiestelsel om de productiviteit en kwaliteit te verhogen. Voor een goed gerepareerde locomotief werd bijvoorbeeld een premie van 2,50 gulden toegekend aan de verantwoordelijke chef-werkman.
Directeur Oberstadt gaf in 1887 ten behoeve van de parlementaire Arbeidsenquête meer inzicht in het reilen en zeilen van de werkplaats. Hij omschreef de verschillende beroepsgroepen binnen de werkplaats, zoals smeden, ketelmakers, locomotief-bankwerkers, draaiers, kopergieters, schilders en sjouwers. Naast volwassenen werkten er ook 'jongens', vaak zonen van werknemers, die een vierjarige opleiding kregen en daarna als volwaardige vakmannen werden betaald. De werktijden bedroegen 10 uur per dag, zes dagen per week, wat Oberstadt belangrijk vond voor de gezondheid en productiviteit van de arbeiders. Eerder werd er soms 12 uur per dag gewerkt, maar hij achtte dit schadelijk.
Oberstadt benadrukte tijdens de Arbeidsenquête ook het belang van avondonderwijs en tekenlessen voor getalenteerde jongeren binnen de werkplaats. Dit bood hen niet alleen de kans om zich verder te ontwikkelen, maar versterkte ook de kwaliteit van het personeel. Hij pleitte voor betere werkomstandigheden, waaronder ventilatie en verlichting, om zowel de productiviteit als de veiligheid te verbeteren.
Oberstadt introduceerde ook een systeem waarbij werknemers extra konden verdienen door hogere kwaliteit en efficiëntie te leveren. Zo ontvingen chef-werklieden premies als locomotieven en rijtuigen na reparatie langdurig goed functioneerden. Dit premiestelsel zorgde voor motivatie en beperkte de noodzaak van streng toezicht.

### Groei
De aard van de werkzaamheden vereiste een aantal nevenbedrijven, zoals een ijzergieterij, een houtwerkplaats en een draaierij. Aangezien de omvang van de spoorwegen sterk toenam, groeide ook de herstelwerkplaats voortdurend. Omstreeks het jaar 1900 werkten er reeds 1000 mensen, terwijl er nu ook complete locomotieven vervaardigd werden. In de eerste decennia werden stoommachines gebruikt om via banden en kettingen de gereedschappen aan te drijven, maar in het begin van de 20e eeuw werden die door elektromotoren vervangen. Nog weer later werd perslucht gebruikt.
In het begin van de jaren 20 van de 20e eeuw werkten er 1400 mensen bij de Werkplaatsen. Daarna liep de bedrijvigheid enigszins terug door een herverdeling van taken. In 1925 verdwijnen de herstelwerkzaamheden voor de wagons en in 1932 die voor de rijtuigen. Herstel en onderhoud van de locomotieven blijft als belangrijkste taak bestaan en de Tilburgse werkplaats krijgt ook de taken op dit gebied vanuit andere delen van het land toebedeeld. Aangezien de locomotieven zwaarder werden, kwam er in 1929 een nieuwe draaischijf en in 1933 een 125-tonskraan die een complete locomotief kon optakelen. In 1938 werd de Polygonale loods gebouwd. In 1937 kwam overigens de Nederlandse Spoorwegen tot stand.
Tijdens de Tweede Wereldoorlog werd de werkplaats van belang voor de bezetter, maar de Spoorwegstaking van 1944 deed de werkzaamheden verlammen. Toen de bevrijders naderden, vanaf 22 september 1944, begonnen de nazi's de werkplaats systematisch te verwoesten, maar na de bevrijding van Tilburg, op 27 oktober 1944, begon het herstel.
Aangezien men na de bevrijding geleidelijk op diesel- en elektrische tractie overstapte verdwenen de werkzaamheden aan stoomlocomotieven. Op 7 juni 1955 verliet de laatste stoomlocomotief het terrein. De naam veranderde in Hoofdwerkplaats Tilburg. Dit alles leidde tot een verandering en inkrimping van de taken. Allerlei werkplaatsen werden overbodig en het terrein kon met 20% worden ingekrompen. Na 1980 kwam er ook meer elektronica in de locomotieven.

## Ondergang
De invoering van de neoliberale, marktgerichte aanpak betekende dat men moest concurreren en bovendien ook locomotieven van andere maatschappijen in revisie kon nemen. Als zodanig veranderde de naam in: Revisiebedrijf NedTrain, maar werd revisie van locomotieven ook in andere werkplaatsen dan de Tilburgse uitgevoerd. Het aantal werknemers was gekrompen tot ongeveer 300.
In 2009 werkten er nog circa 250 mensen en op 17 december van dat jaar werd door Nedtrain officieel het voornemen tot definitieve sluiting van de revisiewerkplaats bekendgemaakt. Als reden voor dit al langer verwachte besluit werd de sterke teruggang van het goederenvervoer per spoor opgegeven.

## Spoorzone
De sluiting vond gefaseerd plaats en werd midden 2011 afgerond. Een deel van de activiteiten is verplaatst naar het Tilburgse bedrijventerrein Loven en een deel naar Rotterdam. De grond werd in 2009 door de gemeente aangekocht. Hier worden 360 woningen, kantoren en andere voorzieningen gerealiseerd, een deel van het aanwezige erfgoed wordt behouden. Deze plannen maken deel uit van het plan Spoorzone, dat een gebied van 75 hectare omvat, waaronder ook een rangeerterrein. Anno 2019 is een groot deel van de plannen gerealiseerd.
Kenmerkende gebouwen op het complex zijn: de Koepelhal (1902), de locstelplaats (1930-1931), de LocHal (1932, in 2019 omgebouwd tot bibliotheek) en de Polygonale loods (1937) met een draaischijf uit 1925.